# Fulgoraecia fuliginosa
Fulgoraecia fuliginosa is een vlinder uit de familie van de Epipyropidae. De wetenschappelijke naam van de soort is voor het eerst geldig gepubliceerd door Tams.